# Richard Meier
Richard Meier   (Newark, 12 d'octubre de 1934) és un arquitecte estatunidenc. El 1984 va rebre el Premi Pritzker, el reconeixement internacional més important en arquitectura, i el 1997 va rebre el màxim guardó estatunidenc de la seva professió, la medalla d'or de l'Institut Americà d'Arquitectes i també el Praemium Imperiale del govern japonès. Meier també és cosí segon de Peter Eisenman, arquitecte, teòric i membre de The New York Five.

## Influències i estil
Des del principi de la seva carrera, Meier ha seguit una línia determinada i permanent en els seus projectes. Ha deixat de costat les tendències passatgeres i les modes, i s'ha mantingut fidel a les seves idees. Encara que els seus edificis més recents mostren un refinament respecte els inicials, segueixen sent d'un mateix estil inconfusible, en els quals Meier concedeix sempre la mateixa importància a la claredat de línies, a l'harmonia, als espais i a la llum. En la seva immensa majoria, els edificis de Meier són blancs, el color que considera el més pur, ja que reuneix a tots els altres i va canviant de tonalitat durant el dia.
L'arquitectura moderna de la dècada de 1920 i en especial Le Corbusier ha exercit una gran influència sobre ell, igual que Frank Lloyd Wright. Però també altres arquitectes han estat una referència per al seu treball. No obstant això, considera que l'arquitectura és una disciplina que es troba en un continu flux, pel que van canviant amb el pas dels anys els arquitectes que marquen estils i que influencien als altres. Meier ha estat distingit amb nombrosos premis. El 1984 li va ser atorgat el premi Premi Pritzker, Meier va rebre l'encàrrec de dissenyar el Centre Getty de Los Angeles, un gran complex d'edificis que per a qualsevol arquitecte era un dels projectes més interessants i importants que se li podien adjudicar.
Aficionat a fer collages, alguna de les seves obres formen part de la col·lecció permanent del MACBA.

## Biografia

The Atheneum, New Harmony, Indiana

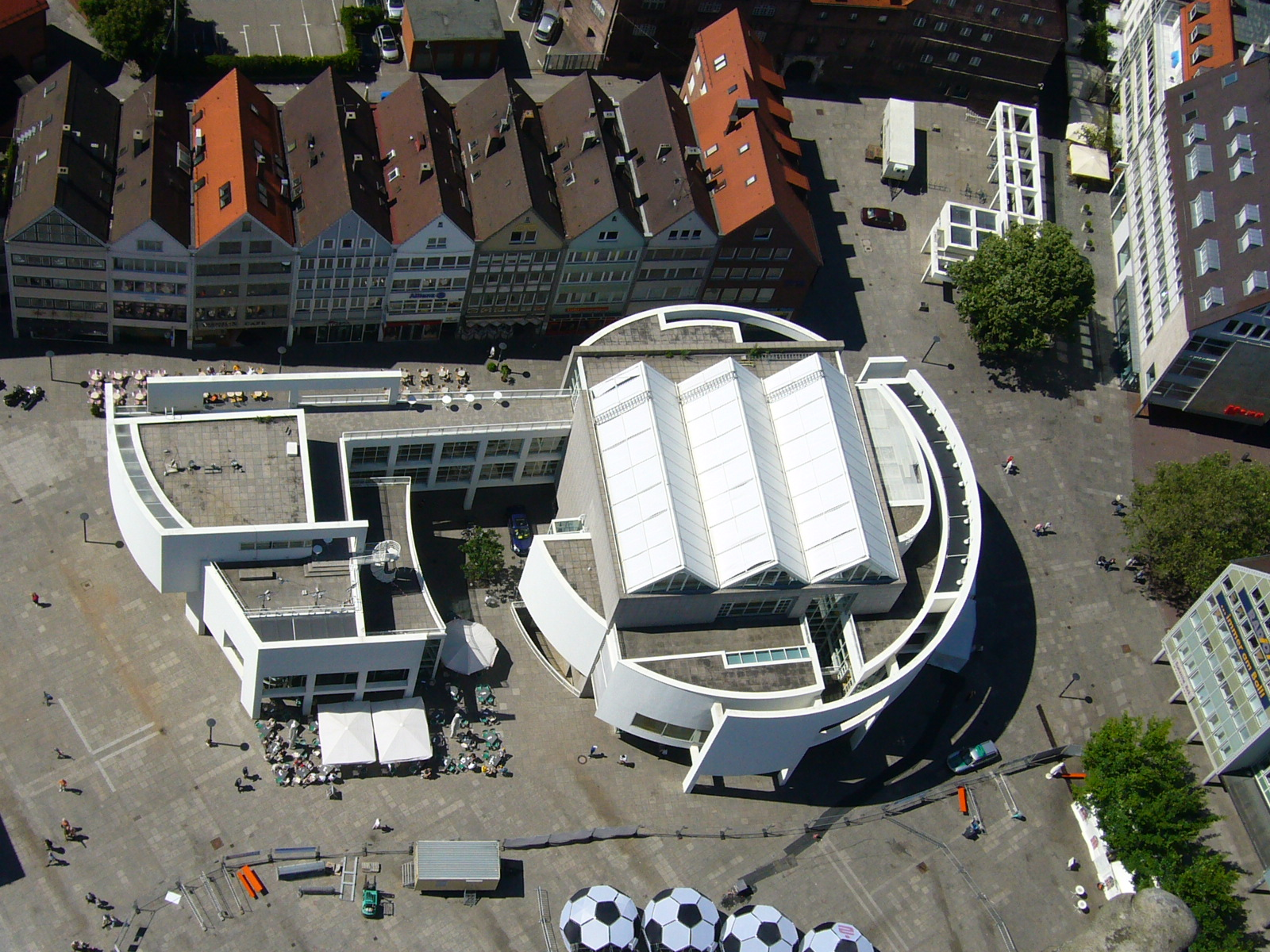
Ajuntament d'Ulm

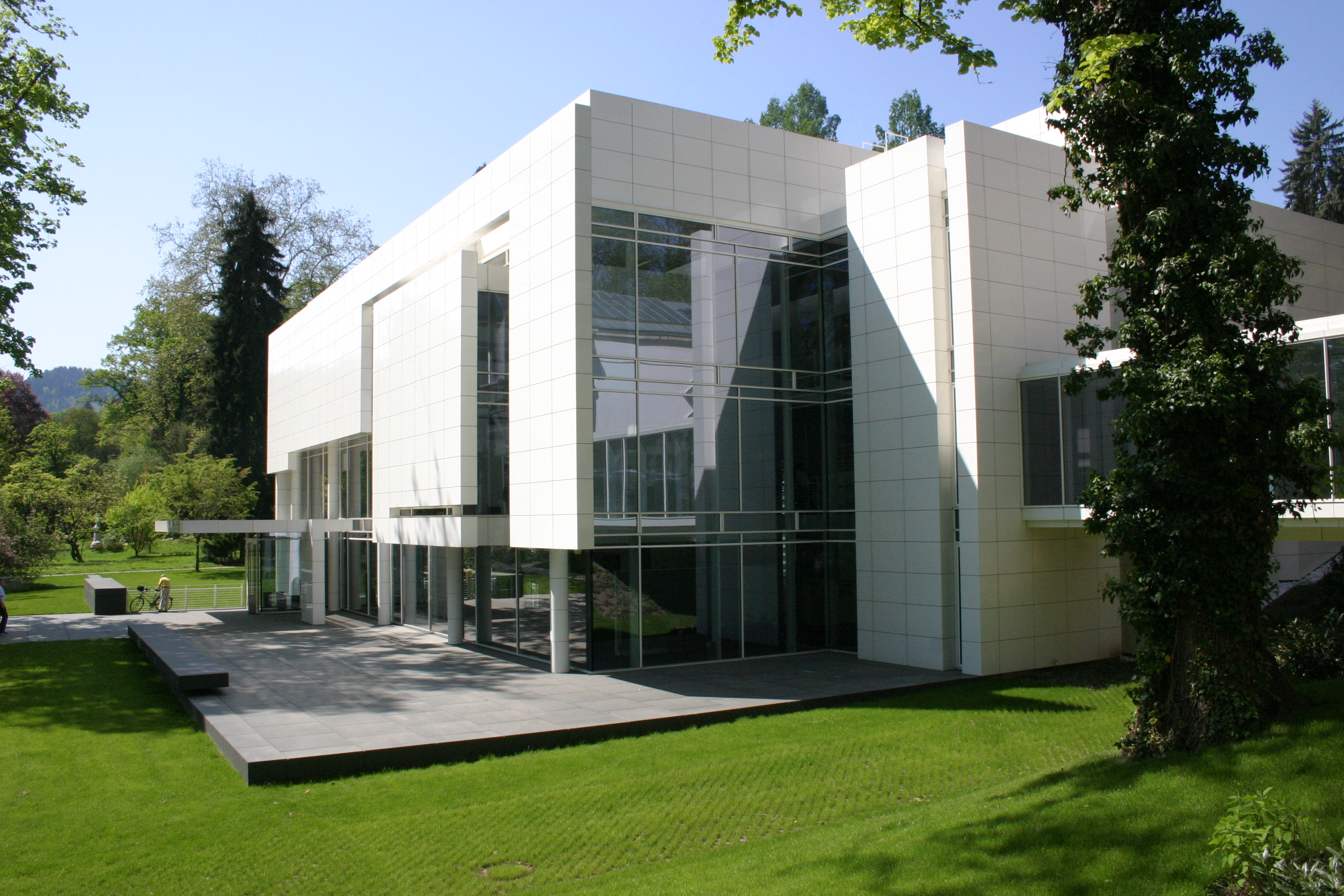
Museum Frieder Burda, Baden-Baden

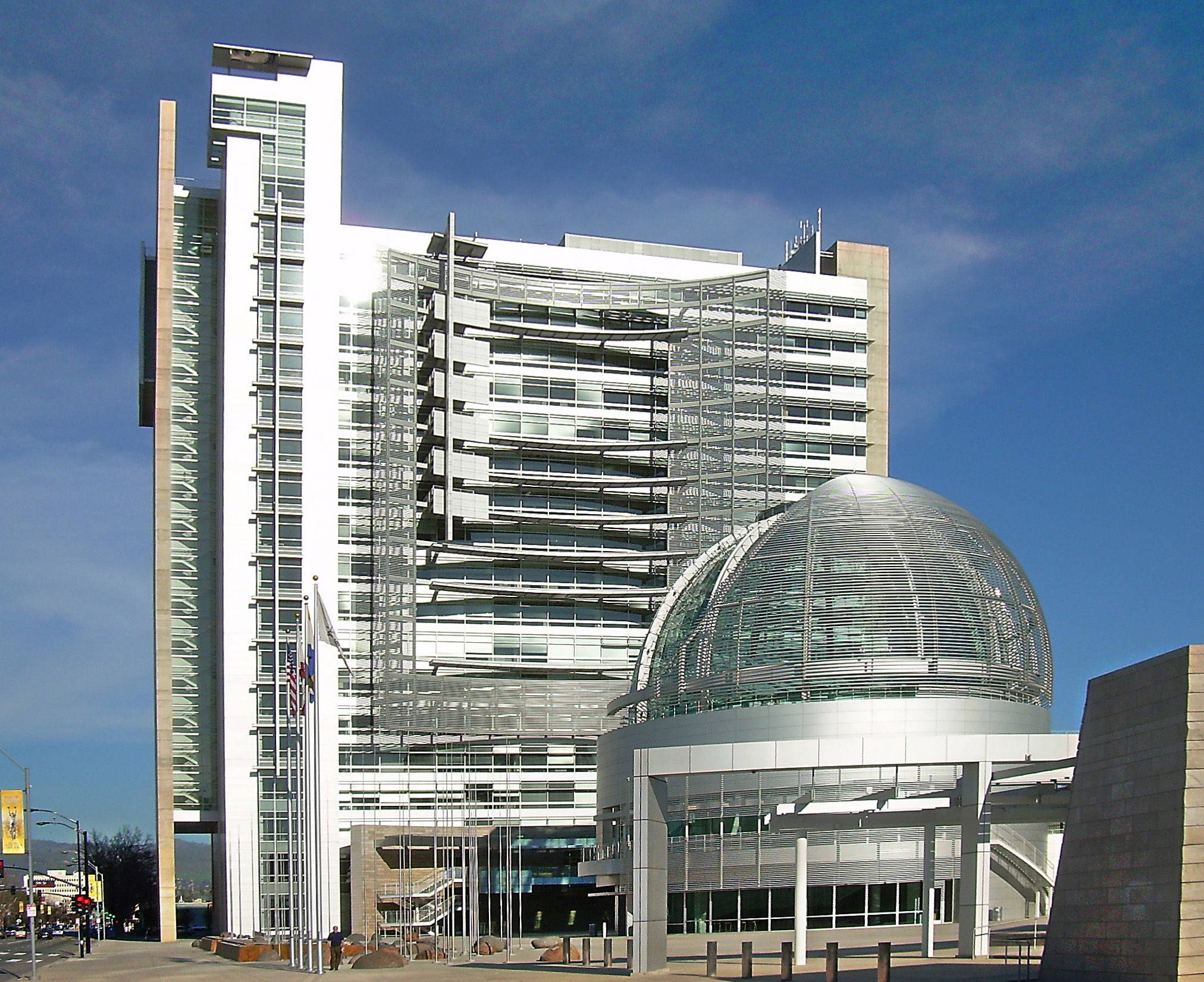
Ajuntament de San Jose, Califòrnia

Meier va néixer a una família de jueus estatunidencs, el més gran dels tres fills de Carolyn (Kaltenbacher) i Jerome Meier, un venedor a l'engròs de vi i licors, a Newark, Nova Jersey. Va créixer a Maplewood proper, on va anar a la Columbia High School. Va obtenir una llicenciatura en arquitectura a la Universitat Cornell el 1957. Després de graduar-se, Meier va viatjar a Israel, Grècia, Alemanya, França, Dinamarca, Finlàndia i Itàlia, entre altres llocs, per a connectar-se amb arquitectes.

### Carrera professional

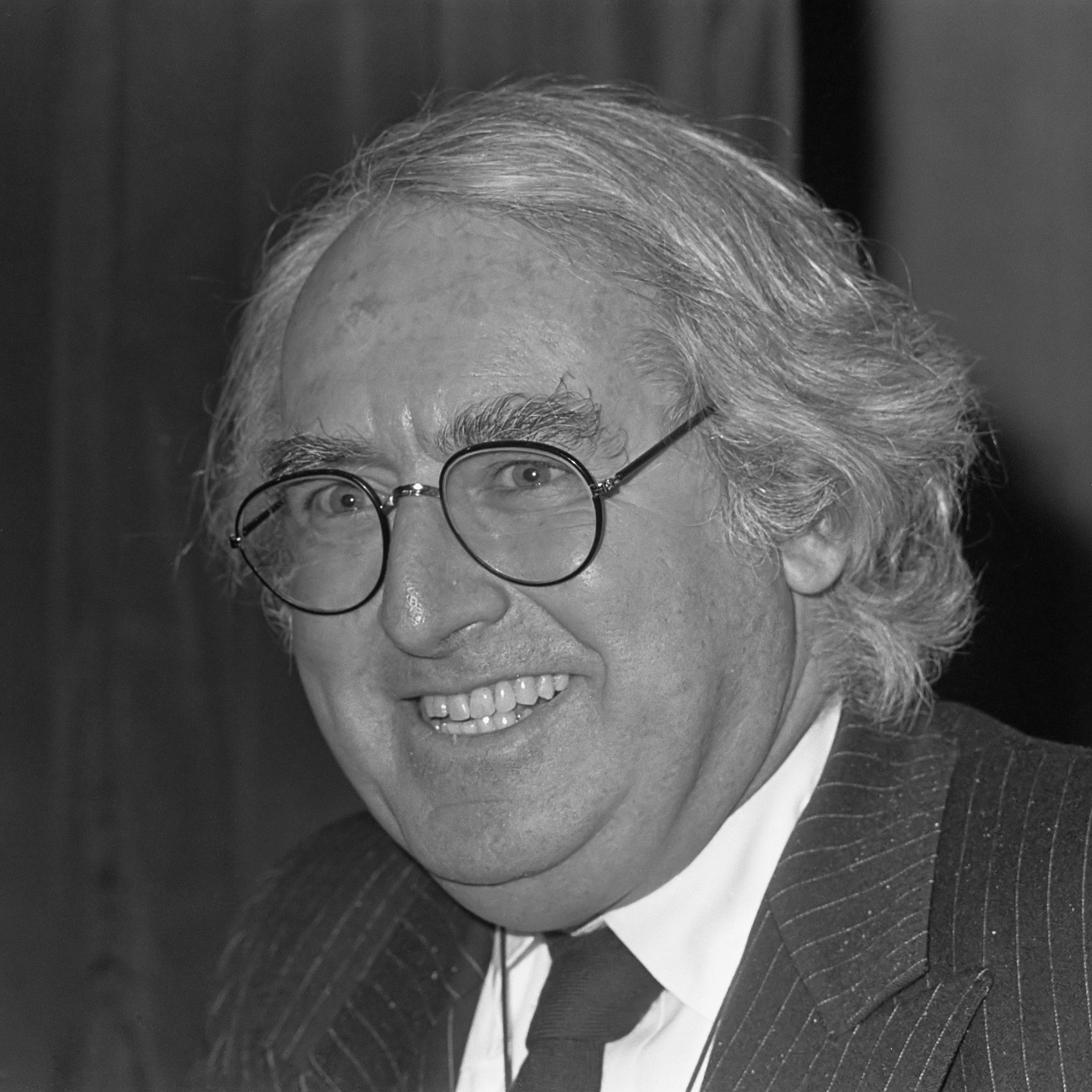
Richard Meier (1986)

A la ciutat de Nova York, Meier va treballar breument el 1959 per a Skidmore, Owings and Merrill, i després durant tres anys per a Marcel Breuer abans de començar la seva pròpia empresa el 1963 des del seu apartament amb l'encàrrec de fer una residència per als seus pares a Essex Fells, Nova Jersey. El 1965, un dels seus primers encàrrecs d'habitatge residencials, la Smith House a Darien, Connecticut fou la primera de les seves cases blanques.
Els seus primers projectes, la Essex Fells House i la Smith House a Darien, Connecticut, son fonamentals en l'arquitectura moderna dels Estats Units, i la segona va llançar la seva carrera rebent elogis de la crítica immediatament després de la seva finalització el 1967, donant peu a rebre en 1970 el primer encàrrec institucional important, el Bronx Development Center.
El 1972, va ser definit com un dels Cinc de Nova York, un grup d'arquitectes moderns: Meier, Peter Eisenman, Michael Graves, Charles Gwathmey i John Hejduk, que defensava un retorn a l'arquitectura modernista i racional, i encara va rebre més atenció amb la seva Douglas House de 1973.
Al començament de la seva carrera, Meier va treballar amb artistes com el pintor Frank Stella i va afavorir les estructures blanques i geomètriques. Meier va obtenir primer reconeixement pels seus dissenys per a diverses cases i a finals de la dècada de 1970 va començar a rebre encàrrecs institucionals com The Atheneum, un centre de visitants a New Harmony, Indiana (acabat el 1979), i el High Museum of Art d'Atlanta, Geòrgia (acabat el 1983).

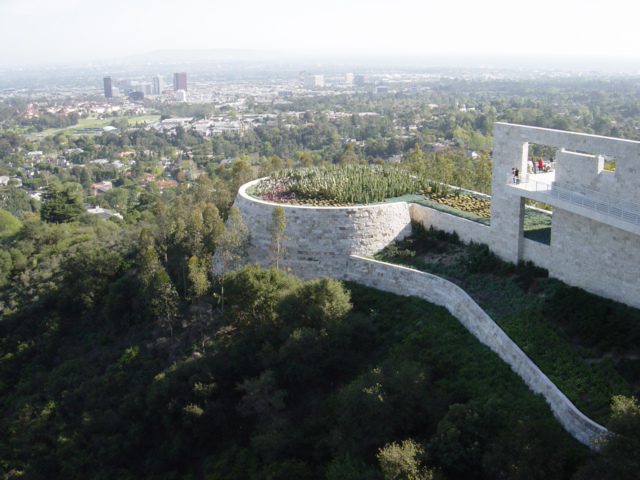
Centre Getty

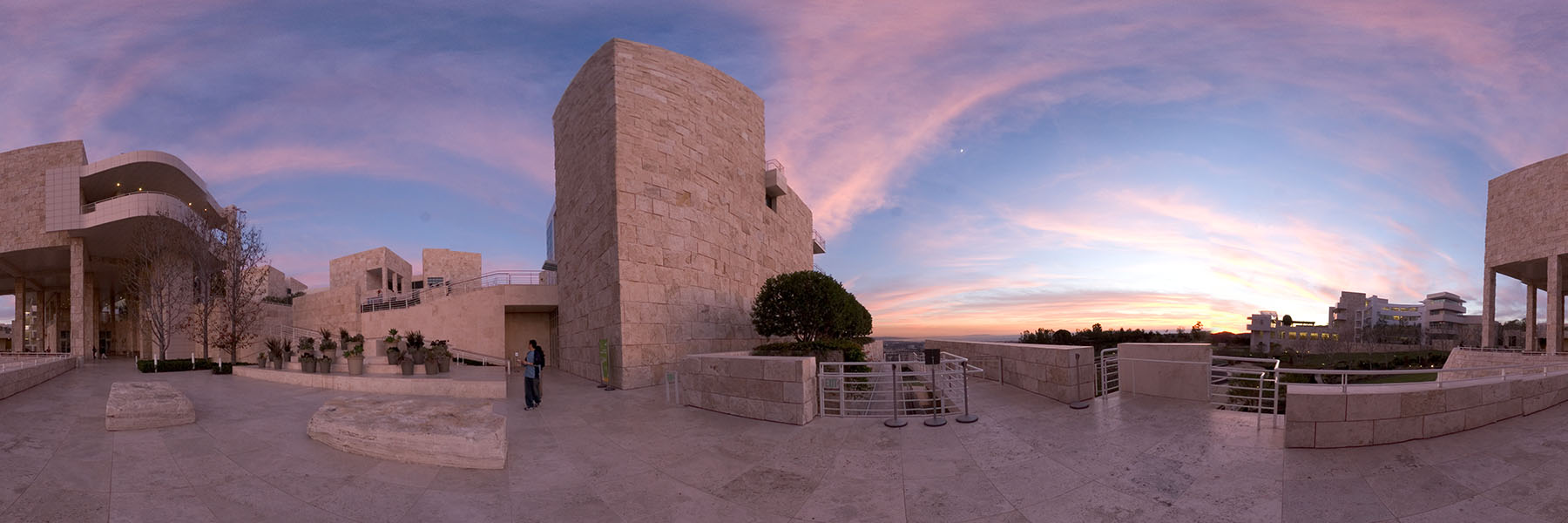
Centre Getty.

Encara que Meier va ser un arquitecte aclamat durant anys, el seu disseny per al Getty Center, un gran complex de museus a Los Angeles (acabat el 1997), el va portar un alt nivell de reconeixement. Altres encàrrecs destacats d'aquest període són museus com el Museu d'Art Contemporani de Barcelona, acabat el 1995 i el Paley Center for Media de Beverly Hills, Califòrnia (acabat el 1996); La Haia, l'Ajuntament dels Països Baixos (acabat el 1995) i l'Ajuntament de San José (acabat el 2005); edificis comercials com la reconstrucció de la City Tower a Praga, República Txeca (acabada el 2008); i edificis residencials com 173 i 176 Perry Street al West Village de Manhattan (acabat el 2002) i Meier on Rothschild a Tel-Aviv, Israel (acabat el 2015).
Gran part del treball de Meier es basa en el treball dels arquitectes de principis i mitjans del segle XX, especialment el de Le Corbusier, especialment els seus primers treballs. Es considera que Meier va construir més utilitzant les idees de Corbusier que ningú, inclòs el mateix Le Corbusier. Meier va ampliar moltes idees evidents en l'obra de Le Corbusier, especialment la Villa Savoye i el Pavelló Suís.
El seu treball també reflecteix les influències d'altres dissenyadors com Mies Van der Rohe i, en uns quants casos, Frank Lloyd Wright i Luis Barragán (sense el color). El blanc s'ha utilitzat en molts edificis emblemàtics arquitectònics al llarg de la història, incloses les catedrals i els pobles emblanquinats de la regió mediterrània, a Espanya, el sud d'Itàlia i Grècia.
L'alcalde de Roma, Gianni Alemanno en 2008, va incloure al seu programa electoral la promesa d'enderrocar el gran mur de travertí del Museu de l'Ara Pacis. Alemmano havia acordat amb Meier modificacions, com ara reduir dràsticament l'alçada del mur entre un espai a l'aire lliure fora del museu i una carretera transitada al llarg del riu Tíber. Els plans de la ciutat són construir una àmplia zona de vianants al llarg del riu i passar la carretera per sota. «És una millora», diu Meier, i afegeix que «el motiu pel qual hi havia aquest mur té a veure amb el trànsit i el soroll. Un cop eliminat, la idea d'obrir la plaça al riu és bona». L'oficina de l'alcaldia va dir que Alemanno esperava completar el projecte abans que finalitzi el seu mandat el 2013. El nou projecte del pas inferior al llarg del riu Tiber no ha avançat des d'aleshores i el 2024 la zona no ha canviat.
Meier es va jubilar en 2021, i Richard Meier & Partners es va dividir en dos, mentre el despatx de Nueva York es va convertir en Meier & Partners dirigit per la seva filla Ana Meier, la oficina de Los Ángeles es va convertir en una firma independient anomenada STUDIOpractice dirigida per Michael Palladino i Jim Crawford.

### Reconeixements
El 1984, Meier es va convertir en l'arquitecte més jove en rebre el Premi Pritzker. La cita del jurat va declarar que Meier ha «creat estructures que són personals, vigoroses, originals». El 2008 va guanyar la medalla d'or en arquitectura de l'Acadèmia d'Arts i Lletres i la seva obra Jesolo Lido Village va ser guardonada amb el Premi Internacional Dedalo Minosse per encarregar un edifici. Meier és membre sènior del Consell de Futurs de Disseny. Va ser guardonat amb la Medalla d'Or de l'AIA el 1997. El 2013, va ser guardonat amb el Premi A+ Durant tota la vida. El 1996 va rebre el Premi Golden Plate de l'Acadèmia Americana d'Assoliments. El 2010, Cornell va establir una nova càtedra anomenada Meier.
Rendint homenatge a Meier en ocasió del 50 aniversari de la seva signatura, la Fondazione Bisazza va presentar l'exposició Richard Meier: Arquitectura i Disseny a Vicenza, Itàlia.
El 2014, Meier va obrir un museu de 4.570 metres quadrats al Mana Contemporary de Jersey City. L'espai reuneix gran part del treball de la seva vida sota un mateix sostre, i reemplaça una versió molt més petita que es va obrir al 2007 en Long Island City, Queens, que fins a 2013 estava obert només per cita a estudiants i grups turístics. El nou lloc ofereix espai per a mostrar les seves pròpies escultures, dibuixos arquitectònics i collages, i disposa d'una biblioteca de recerca.

## Acusació d'assetjament sexual i renúncia
El 13 de març de 2018, The New York Times va detallar les denúncies de dones que Meier les havia assetjat o agredit sexualment. Meier va respondre dient que agafaria una baixa de sis mesos a la seva empresa. En resposta a les al·legacions i a les disculpes de Meier, la seva alma mater Universitat Cornell va declinar la crear la prevista càtedra amb el seu nom i va instituir una revisió de les seves donacions anteriors. El 6 d'abril de 2018, quatre dones més que abans treballaven al despatx d'arquitectura de Meier van presentar denúncies contra ell. Les denúncies més recents datades de 2009. El 9 d'octubre de 2018, la firma va anunciar que la seva renúncia era definitiva.

## Obres representatives
- Museu d'Art High (Atlanta)
- Centre Getty (Los Angeles)[1]

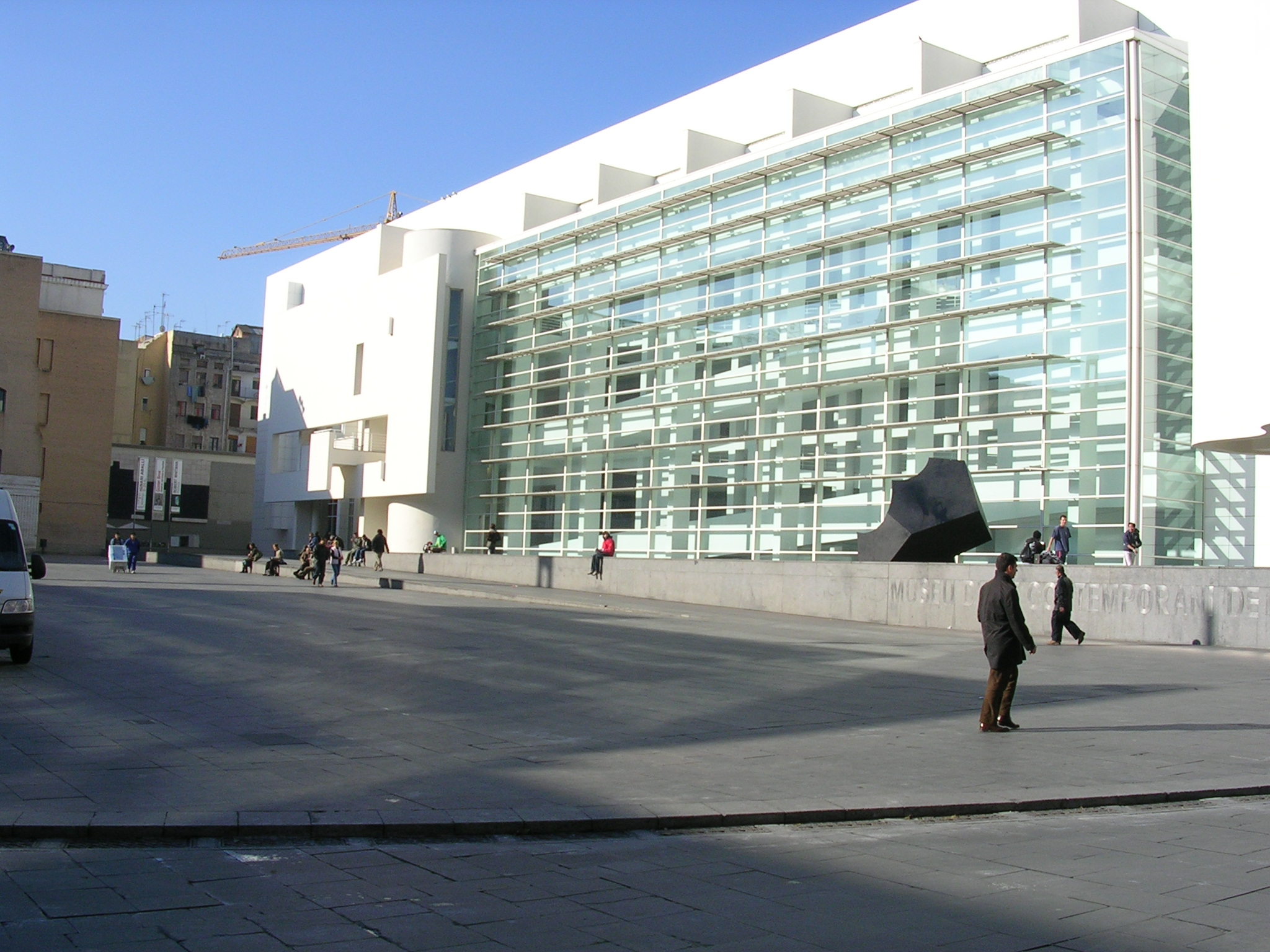
Edifici del MACBA a la plaça dels Àngels de Barcelona.

- Museu d'Art Contemporani (Barcelona, 1987-1995)[1]
- Casa Douglas (Harbor Springs, Michigan)
- Museu de les Arts Decoratives (Frankfurt, Alemanya)
- Edifici Atheneum, Centre d'Informació Turístic (New Harmony, Indiana)
- Bronx Development Center (Nova York)
- Escola d'Ensenyament Bàsic (Clifty Creek, Indiana)
- Casa Shamberg (Chappaqua, Nova York)
- Centre d'Art, segona ampliació (Des Moines, Iowa)
- Museu de Beverly Hills (Los Angeles)
- Edifici Hypobank International (Luxemburg)
- Centre d'Investigació de Daimler-Benz (Ulm, Alemanya, 1989-1993).[1]
- Edifici de Canal+ (París, 1988-1992)[1]
- Seminari, Edifici d'Ensenyament, Hartford (Connecticut).
- Jubilee Church, o Església Dives in Misericordia Tor Tre Teste, Roma, Itàlia (1996 - 2003)